# Fan Kexin
Fan Kexin (n. 19 septembrie 1993, Harbin, Republica Populară Chineză) este o sportivă ce a reprezentat Republica Populară Chineză, medaliată olimpică. A participat la 2 ediții ale Jocurilor Olimpice (2014, 2022) în care a câștigat o medalie de argint.